# Lada Bělašková
Lada Bělašková (* 5. června 1983 Příbor) je česká herečka, zpěvačka a moderátorka.

## Životopis
Studovala Masarykovo gymnázium v Příboře, přešla na Janáčkovu konzervatoř v Ostravě, na specializaci hudebně-dramatický obor. Od roku 2004 je v angažmá v činoherním souboru Národního divadla moravskoslezského. Kromě toho účinkuje i v hudebních a tanečních inscenacích, objevila se například v muzikálech Kiss Me Kate, Donaha! (Hole dupy) nebo Fantom Londýna (v Praze uváděný pod názvem Přízrak Londýna). Mimo to účinkovala i v baletních inscenacích, například ve hře Návraty domů. Od roku 2015 vystupuje s improvizační skupinou Tři tygři a hostuje v ostravském Divadle Mír. Kromě toho také účinkuje na Letních shakespearovských slavnostech. Spolu s Davidem Viktorou účinkovala v rozhlasovém pořadě Českého rozhlasu Zamilovaná dvojka.
Věnuje se též moderování, například moderovala koncerty České filharmonie. V roce 2020 získala cenu Jantar v kategorii nejlepší činoherní herečka, za ztvárnění Ireny v Havlově hře Odcházení.  Sama udílení Cen Jantar také již třikrát moderovala, ve dvojici s hercem Lumírem Olšovským.

## Divadelní role, výběr
- 2011 Terrence McNally, David Yazbek: Donaha! (Hole dupy), Eva Lukavska, Národní divadlo moravskoslezské, režie Pavel Šimák
- 2012 William Shakespeare: Marná lásky snaha, Rosalina, Letní shakespearovské slavnosti, režie Ondrej Spišák
- 2014 Simon Stephens, Mark Haddon: Podivný případ se psem, Siobhan, Národní divadlo moravskoslezské, režie Janusz Klimsza
- 2014 William Shakespeare: Jak se vám líbí, Fébé, Letní shakespearovské slavnosti, režie Michal Lang
- 2015 Pavel Bár, Lumír Olšovský, Radim Smetana, Michael Prostějovský: Přízrak Londýna, Annie (v alternaci s Radkou Pavlovčinovou), Divadlo Hybernia, režie Lumír Olšovský
- 2016 Cole Porter: Kiss me, Kate (Kačenko, pusu!), Lilli Vanessi, Národní divadlo moravskoslezské, režie Lumír Olšovský
- 2017 Patrick Haudcoeur, Daniele Navarro-Haudcoeur: Mátový nebo citron aneb Lupič v nesnázích, Sofie, Divadlo Mír, režie Janusz Klimsza
- 2019 Robin Hawdon: Dokonalá svatba, pokojská Julie, Národní divadlo moravskoslezské, režie Janusz Klimsza
- 2019 Václav Havel: Odcházení, Irena, Národní divadlo moravskoslezské, režie Vojtěch Štěpánek
- 2019 Alexandr Nikolajevič Ostrovskij: Výnosné místo, Anna Pavlovna, Národní divadlo moravskoslezské, režie Ivan Krejčí
- 2020 Robert Thomas: Osm žen, Blanka, Národní divadlo moravskoslezské, režie Ivan Krejčí
- 2020 Piotr Rowicki: Češky krásné, Češky mé!, Marta Kubišová, Národní divadlo moravskoslezské, režie Piotr Ratajczak

## Filmografie
| Rok     | Název                     | Role              | Poznámky                     |
| ------- | ------------------------- | ----------------- | ---------------------------- |
| 2005    | Strážce duší              |                   | televizní seriál             |
| 2012    | Kriminálka Anděl          |                   | díl: „Krása bolí“            |
| 2013    | Ordinace v růžové zahradě |                   | televizní seriál             |
| 2014    | Rozsudek                  | Tamara Dražanová  | díl: „Rozvod jako řemen“     |
| 2016    | Doktor Martin             |                   | televizní seriál             |
| 2016    | Rozsudek                  | matka Denise      | díl: „Chtěl jenom postrašit“ |
| 2017    | Spravedlnost              |                   | televizní seriál             |
| 2019–   | Tři tygři                 | různé role        | série skečů                  |
| 2020    | Místo zločinu Ostrava     | státní zástupkyně | díl: „Pro nic za nic“        |
| 2020    | sKORO NA mizině           | ona sama          | díl: „Došly prachy“          |
| 2020    | Vyplašení                 | Karmen            | internetový pořad            |
| 2023/24 | Krematorium               | ????              | ????                         |